# Раннучо Фарнезе
«Портрет Раннуччо Фарнезе» (італ. Ritratto di Ranuccio Farnese) — один з найкращих дитячих портретів роботи венеціанського художника XVI ст. — Тіціана.

## Пройти через забуття
Забуття і необережне ставлення спіткали як творчість відомих майстрів минулого, так і значні їх твори. Так було з картиною «Юдита» (Джорджоне), яку вважали твором Рафаеля, а рафаелевський портрет «Дами під покривалом» (Донна Велата) втратив авторство самого Рафаеля. Забуття спіткало і «Портрет Раннучо Фарнезе» майже на 200 років. З твором ще якось рахувались через значну майстерність виконання, але портрет вважали — копією. В період з 1680 по 1880 роки цей портрет не згадували ні в документах, ні в літературі про Тіціана.

## Обставини на користь
Твору пощастило, бо на його користь спрацювало декілька обставин. По перше, не викликало сумнівів, що зображений — з родини Фарнезе. По друге, розшуки в архівах дали лист італійського гуманіста Джан Франческо Леоні до старшого брата Раннучо — кардинала Алессандро Фарнезе з датою 1542 рік, де йшлося саме про цей портрет. З листа стало відомо, що «божествений» Тіціан створював портрет Раннучо частково з натури, а частково — в майстерні в його відсутність, що було звичною практикою. По третє, портрет справді копіювали декілька разів, але чомусь не називали імені портретованого. Є зображення Раннучо Фарнезе на фресці вілли Фарнезе в Капраролі разом з батьком, яке скопіювали саме з портрету роботи Тіціана, чим ще раз підтвердили ім'я портретованого. Але в приватній віллі його могли бачити лише окремі відвідувачі, часто не науковці. З запізненням ця фреска стане відомою і науковцям.

## Здібний онук

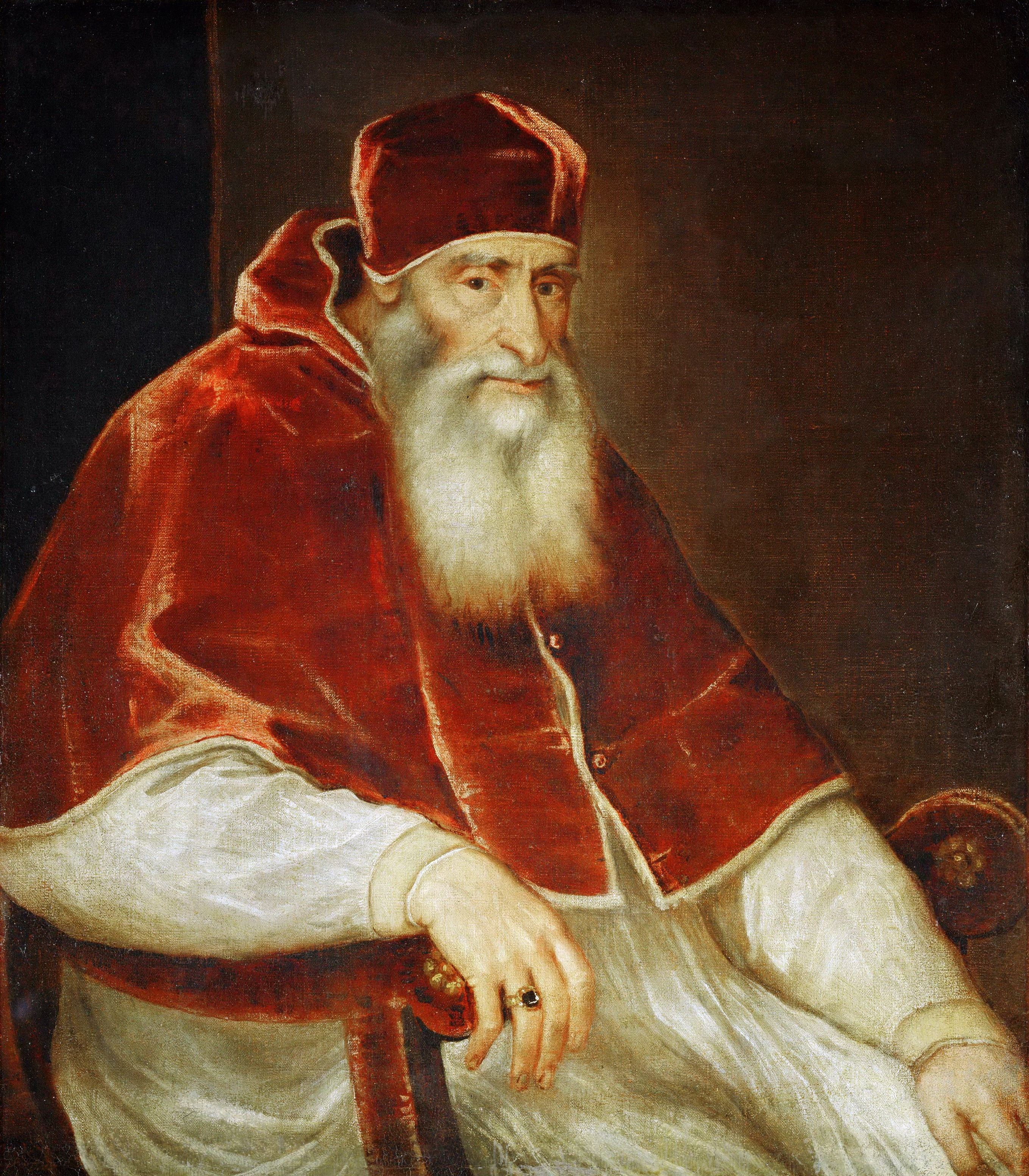
«Папа римський Павло ІІІ»

Раннучо Фарнезе — здібний онук папи римського Павла ІІІ. Він позував Тіціану 12-річним хлопчиком. На портреті — Раннучо в парадному вбранні лицаря мальтійського ордена, бо був обраний Пріором венеціанської церкви Сан Джованні деі Форлані, що якраз і належала мальтійському ордену. Здібний Раннучо стане пізніше кардиналом Сант-Анджело і отримає призначення на посаду архієпископа в місто Мілан.

## Провенанс
Точне ім'я портретованого встановили при дослідженні картини в збірці Кук в Річмонді. Деякий час полотно перебувало в збірках Контіні Бонакоссі у Флоренції та в колекції Самуеля Креса (США). Фонд Самуеля Креса і передав картину в Національну галерею мистецтв в місті Вашингтон у 1951 р. В галереї провели чергове дослідження полотна і його реставрацію, після чого остаточно підтврдили і ім'я портретованого, і статус оригінала твору Тіціана.